# ダービーマスター
『ダービーマスター』（DERBY MASTER）は、ハンゲームで公開されている競馬ゲーム。開発・運営はAQインタラクティブ。ブラウザゲームであり、専用クライアントのダウンロードは不要。基本プレイ料金は無料。2011年3月31日をもってサービス休止。2011年秋にサービス再開予定となっている。

## 概要
プレイヤーは馬主となり、競走馬を生産し、レースでの勝利を目指す。ゲームは2時間ごと（深夜を除く。一部ワールドでは4時間）に1週間が進行するターン制となっている。
各ワールドには、日本で活躍した競走馬の名前がつけられている（開設順）。
- セントライト
- トキノミノル
- シンザン
- ハイセイコー
- トウショウボーイ
- テンポイント
- グリーングラス

中央競馬のレースだけではなく海外・地方のレースも行われており、条件を満たせば出走できる。

### 主な相違点
実際の競馬とは以下の様な相違点がある。
- 収得賞金（本賞金）の概念がなく、総賞金で出走の優先順位が決まる。
- 規定以上の登録があった場合、総賞金順で一定割合まで出走権を与えたのち、残りの登録馬から抽選で出走できる馬を決定する。
- 新馬以外の競走条件が賞金ではなく、勝利数（未勝利・1勝下・2勝下・3勝下・オープン）によって分けられている。地方・海外のプレイヤーが出走できない競走においても同様の区分が行われている。
- 平場競走（特別なレース名が付かない競走）にてフルゲート以上の登録があった場合、除外を行わずレースを分割して行う。

## ゲーム進行
初プレイ時に牧場名を、チュートリアル時に専属騎手と専属調教師の名前を決定する。専属騎手・調教師にはレベルが設定されており、レベルアップ時にはパラメータを成長させることができる。また、専属騎手・調教師を使用した馬が入着すると、賞金におけるそれぞれの取り分がプレイヤーの収入となる。
専属の人物以外にも実在の人物をモチーフとした騎手・調教師が用意されており、転厩や騎乗依頼などで使用できる。
プレイヤーが生産した馬が条件を満たすと繁殖入りできる。そのほかにも実在の競走馬も繁殖用に用意されており、実在の競走馬には年齢が設定されていないため、年齢による引退がない。
ゲーム内で使用されるポイントには以下の3種類がある。
- 資金：施設の建設やアイテムの購入などに使用する。競走馬の売却やレースの出走、馬券の的中などで増加する。
- CP：種牡馬カードを引く時に使用する。Cランク以下の種牡馬の回数チャージにも使える。レースに出走すると獲得する。
- DP：各種便利機能やシルバー・ゴールドの馬カードを使用するのに使う。課金することでチャージされる。

## 馬カード
競走に出走することで貯まるCPか、課金することでチャージされるDPを使用して種牡馬カードを引くことができる。引いた種牡馬カードは回数が制限されているが、ゲーム内の資金を使わずに使用できる。カードが重複した場合、カードの能力が上昇する。
初期の仕様では種牡馬カードシルバーおよびゴールドはBランク以上の馬が出やすい（Cランク以下が登場することもある）ガチャだったが、仕様変更によりBランク以上が必ず出るようになった。それに伴い、それまでに回したガチャの回数に応じ、新仕様のカードが引けるカードコインが配布された。このカードコインは年度表彰されることでも入手できる。

## 施設
競走馬用馬房、繁殖牝馬用馬房、幼駒用馬房や各種調教施設などを建設できる。初期状態では9施設しか建設できないが、DPで森を伐採することにより施設数を最大25か所まで増加できる。

## ショップ
1回きりの馬消耗品と馬に装備する馬具が販売されている。それぞれにゲーム内の資金で買うことのできるアイテムとDPを使用するアイテムがあり、DPを使用するアイテムのほうが効果が高い。
ゲーム内の資金をDPで購入することも可能。